# Mote pata
Mote pata o motepata es una comida tradicional de la cocina ecuatoriana elaborado con mote, carne de chancho, longaniza y semillas de sambo. Es un plato tradicional del sur de Ecuador y se consume durante el carnaval junto con el puchero y la chicha de jora.

## Historia y nombre
El mote pata es un plato típico de las provincias de Azuay y Cañar, sobre todo de la ciudad de Cuenca, aunque su origen es campesino. Este es uno de los 150 platos que se elaboran con maíz en el Azuay.
Su nombre está formado por dos palabras de origen quichuaː mote, que es el maíz maduro cocido, y pata, que viene de "patazhca" (también patashca, patasca o patazcha) o "patay", que significa muy cocinado. Contrario a lo que puede sugerir, su nombre no proviene de pata (extremidad de un animal) ni se usa esta parte, que en cambio sí es empleada para la elaboración de otros platos.
Una preparación similar es el patasca o patashca, un caldo elaborado con mote en las zonas alto-andinas del Perú, Argentina, Bolivia y Chile.

## Preparación
El mote pata se prepara con un refrito con achiote, cebolla, ajo, comino, pimienta, tocino y longaniza de tipo artesanal que se elabora solamente antes de carnaval. Se agrega agua, mote, costilla, lomo y piel (o cuero) de chancho, todos cocinados con anticipación y picados. El mote debe estar muy cocido. Al final se añade la pepa de sambo (semillas de la especie de calabaza Cucurbita ficifolia) tostada y licuada con leche y algo de mote. Se agrega orégano y se sirve.
Este plato se consume durante las fiestas de carnaval y la forma típica de hacerlo es con chicha de jora.